# Legió I Flavia Constantia
La Legió I Flavia Constantia (Legió I Flàvia «digna de confiança») va ser una legió romana que només es menciona a la Notitia Dignitatum. Diu que era una de les legions que estava estacionada a l'est. No es coneix cap fet d'aquesta legió.
Pel nom que porta podria haver estat reclutada per l'emperador Constanci II a mitjans del segle iv.